# Água Limpa
Água Limpa is een gemeente in de Braziliaanse deelstaat Goiás. De gemeente telt 2.111 inwoners (schatting 2009).